# Gewichtheffen op de Olympische Zomerspelen 1924
Gewichtheffen is een van de sporten die beoefend werden tijdens de Olympische Zomerspelen 1924 in Parijs.

## Heren

### vedergewicht (tot 60 kg)
| rang   | sporter(s)      | land | trekken eenhandig | stoten eenhandig | drukken tweehandig | trekken tweehandig | stoten tweehandig | totaal   |
| ------ | --------------- | ---- | ----------------- | ---------------- | ------------------ | ------------------ | ----------------- | -------- |
| Goud   | Pierino Gabetti | ITA  | 65.0 kg           | 77.5 kg          | 72.5 kg            | 82.5 kg            | 105.0 kg          | 402.5 kg |
| Zilver | Andreas Stadler | AUT  | 65.0 kg           | 75.0 kg          | 65.0 kg            | 75.0 kg            | 105.0 kg          | 385.0 kg |
| Brons  | Arthur Reinmann | SUI  | 57.5 kg           | 70.0 kg          | 80.0 kg            | 75.0 kg            | 100.0 kg          | 382.5 kg |
| 4      | Maurice Martin  | FRA  | 60.0 kg           | 62.5 kg          | 75.0 kg            | 82.5 kg            | 100.0 kg          | 380.0 kg |
| 5      | Wilhelm Rosinek | AUT  | 57.5 kg           | 75.0 kg          | 67.5 kg            | 70.0 kg            | 105.0 kg          | 375.0 kg |
| 6      | Gustav Ernesaks | EST  | 60.0 kg           | 80.0 kg          | 67.5 kg            | 72.5 kg            | 92.5 kg           | 372.5 kg |
| 7      | Alfred Baxter   | GBR  | 55.0 kg           | 65.0 kg          | 70.0 kg            | 75.0 kg            | 105.0 kg          | 370.0 kg |
| 8      | Edgar Juillerat | SUI  | 55.0 kg           | 70.0 kg          | 67.5 kg            | 75.0 kg            | 100.0 kg          | 367.5 kg |

### lichtgewicht (tot 67.5 kg)
| rang   | sporter(s)          | land | trekken eenhandig | stoten eenhandig | drukken tweehandig | trekken tweehandig | stoten tweehandig | totaal   |
| ------ | ------------------- | ---- | ----------------- | ---------------- | ------------------ | ------------------ | ----------------- | -------- |
| Goud   | Edmond Décottignies | FRA  | 70.0 kg           | 92.5 kg          | 77.5 kg            | 85.0 kg            | 115.0 kg          | 440.0 kg |
| Zilver | Anton Zwerina       | AUT  | 75.0 kg           | 80.0 kg          | 77.5 kg            | 82.5 kg            | 112.5 kg          | 427.5 kg |
| Brons  | Bohumil Durdis      | TCH  | 70.0 kg           | 82.5 kg          | 72.5 kg            | 90.0 kg            | 110.0 kg          | 425.0 kg |
| 4      | Leopold Treffny     | AUT  | 65.0 kg           | 85.0 kg          | 77.5 kg            | 85.0 kg            | 112.5 kg          | 425.0 kg |
| 5      | Joseph Jaquenoud    | SUI  | 65.0 kg           | 85.0 kg          | 77.5 kg            | 85.0 kg            | 105.0 kg          | 417.5 kg |
| 6      | Eduard Vanaaseme    | EST  | 65.0 kg           | 77.5 kg          | 85.0 kg            | 80.0 kg            | 107.5 kg          | 415.0 kg |
| 7      | Guus Scheffer       | NED  | 62.5 kg           | 80.0 kg          | 80.0 kg            | 82.5 kg            | 110.0 kg          | 415.0 kg |
| 8      | Felix Bichsel       | SUI  | 70.0 kg           | 95.0 kg          | 65.0 kg            | 75.0 kg            | 105.0 kg          | 410.0 kg |

### middengewicht (tot 75 kg)
| rang   | sporter(s)       | land | trekken eenhandig | stoten eenhandig | drukken tweehandig | trekken tweehandig | stoten tweehandig | totaal   |
| ------ | ---------------- | ---- | ----------------- | ---------------- | ------------------ | ------------------ | ----------------- | -------- |
| Goud   | Carlo Galimberti | ITA  | 77.5 kg           | 95.0 kg          | 97.5 kg            | 95.0 kg            | 127.5 kg          | 492.5 kg |
| Zilver | Alfred Neuland   | EST  | 82.5 kg           | 90.0 kg          | 77.5 kg            | 90.0 kg            | 115.0 kg          | 455.0 kg |
| Brons  | Jaan Kikkas      | EST  | 70.0 kg           | 87.5 kg          | 80.0 kg            | 85.0 kg            | 127.5 kg          | 450.0 kg |
| 4      | Ahmed Samy       | EGY  | 72.5 kg           | 77.5 kg          | 97.5 kg            | 85.0 kg            | 115.0 kg          | 447.5 kg |
| 5      | Albert Aeschmann | SUI  | 67.5 kg           | 87.5 kg          | 82.5 kg            | 87.5 kg            | 117.5 kg          | 442.5 kg |
| 6      | Roger François   | FRA  | 70.0 kg           | 80.0 kg          | 87.5 kg            | 87.5 kg            | 117.5 kg          | 442.5 kg |
| 7      | Rupert Eidler    | AUT  | 65.0 kg           | 90.0 kg          | 82.5 kg            | 85.0 kg            | 115.0 kg          | 437.5 kg |
| 8      | Pierre Vibert    | FRA  | 72.5 kg           | 75.0 kg          | 80.0 kg            | 85.0 kg            | 115.0 kg          | 427.5 kg |

### halfzwaargewicht (tot 82.5 kg)
| rang   | sporter(s)        | land | trekken eenhandig | stoten eenhandig | drukken tweehandig | trekken tweehandig | stoten tweehandig | totaal   |
| ------ | ----------------- | ---- | ----------------- | ---------------- | ------------------ | ------------------ | ----------------- | -------- |
| Goud   | Charles Rigoulot  | FRA  | 87.5 kg           | 92.5 kg          | 85.0 kg            | 102.5 kg           | 135.0 kg          | 502.5 kg |
| Zilver | Fritz Hünenberger | SUI  | 80.0 kg           | 107.5 kg         | 80.0 kg            | 97.5 kg            | 125.0 kg          | 490.0 kg |
| Brons  | Leopold Friedrich | AUT  | 75.0 kg           | 95.0 kg          | 95.0 kg            | 95.0 kg            | 130.0 kg          | 490.0 kg |
| 4      | Karl Freiberger   | AUT  | 75.0 kg           | 95.0 kg          | 92.5 kg            | 95.0 kg            | 130.0 kg          | 487.5 kg |
| 5      | Carlos Bergara    | ARG  | 80.0 kg           | 85.0 kg          | 92.5 kg            | 97.5 kg            | 127.5 kg          | 482.5 kg |
| 6      | Mario Giambelli   | ITA  | 77.5 kg           | 95.0 kg          | 82.5 kg            | 95.0 kg            | 130.0 kg          | 480.0 kg |
| 7      | Anton Schärer     | SUI  | 75.0 kg           | 85.0 kg          | 100.0 kg           | 95.0 kg            | 120.0 kg          | 475.0 kg |
| 8      | Jaroslav Skobla   | TCH  | 70.0 kg           | 95.0 kg          | 92.5 kg            | 85.0 kg            | 127.5 kg          | 470.0 kg |

### zwaargewicht (boven 82.5 kg)
| rang   | sporter(s)        | land | trekken eenhandig | stoten eenhandig | drukken tweehandig | trekken tweehandig | stoten tweehandig | totaal   |
| ------ | ----------------- | ---- | ----------------- | ---------------- | ------------------ | ------------------ | ----------------- | -------- |
| Goud   | Giuseppe Tonani   | ITA  | 80.0 kg           | 95.0 kg          | 112.5 kg           | 100.0 kg           | 130.0 kg          | 517.5 kg |
| Zilver | Franz Aigner      | AUT  | 80.0 kg           | 97.5 kg          | 112.5 kg           | 95.0 kg            | 130.0 kg          | 515.0 kg |
| Brons  | Harald Tammer     | EST  | 75.0 kg           | 95.0 kg          | 90.0 kg            | 97.5 kg            | 140.0 kg          | 497.5 kg |
| 4      | Louis Dannoux     | FRA  | 80.0 kg           | 95.0 kg          | 87.5 kg            | 100.0 kg           | 135.0 kg          | 497.5 kg |
| 5      | Karlis Leilands   | LAT  | 77.5 kg           | 87.5 kg          | 100.0 kg           | 100.0 kg           | 132.5 kg          | 497.5 kg |
| 6      | Filippo Bottino   | ITA  | 77.5 kg           | 85.0 kg          | 110.0 kg           | 97.5 kg            | 125.0 kg          | 495.0 kg |
| 7      | Kaljo-Feliks Raag | EST  | 80.0 kg           | 92.5 kg          | 90.0 kg            | 97.5 kg            | 130.0 kg          | 490.0 kg |
| 8      | Claudius Dutriève | FRA  | 75.0 kg           | 82.5 kg          | 90.0 kg            | 100.0 kg           | 120.0 kg          | 467.5 kg |

## Medaillespiegel
| rang   | land              | goud | zilver | brons | totaal |
| ------ | ----------------- | ---- | ------ | ----- | ------ |
| 1      | Italië            | 3    | 0      | 0     | 3      |
| 2      | Frankrijk         | 2    | 0      | 0     | 2      |
| 3      | Oostenrijk        | 0    | 3      | 1     | 4      |
| 4      | Estland           | 0    | 1      | 2     | 3      |
| 5      | Zwitserland       | 0    | 1      | 1     | 2      |
| 6      | Tsjecho-Slowakije | 0    | 0      | 1     | 1      |
| totaal | totaal            | 5    | 5      | 5     | 15     |

Athene 1896 · 
St. Louis 1904 · 
Antwerpen 1920 · 
Parijs 1924 · 
Amsterdam 1928 · 
Los Angeles 1932 · 
Berlijn 1936 · 
Londen 1948 · 
Helsinki 1952 · 
Melbourne 1956 · 
Rome 1960 · 
Tokio 1964 · 
Mexico-stad 1968 · 
München 1972 · 
Montréal 1976 · 
Moskou 1980 · 
Los Angeles 1984 · 
Seoel 1988 · 
Barcelona 1992 · 
Atlanta 1996 · 
Sydney 2000 · 
Athene 2004 · 
Peking 2008 · 
Londen 2012 · 
Rio de Janeiro 2016 · 
Tokio 2020 · 
Parijs 2024 · 
Los Angeles 2028 
Medaillewinnaars
Atletiek · Boksen · Gewichtheffen · Kanovaren (demonstratie) · Kunstwedstrijden · Moderne vijfkamp · Paardensport · Polo · Pelota (demonstratie) · Kunstwedstrijden · Roeien · Rugby · Schermen · Schietsport · Schoonspringen · Tennis · Turnen · Voetbal · Waterpolo · Wielersport · Worstelen · Zeilen · Zwemmen